# Плевродез

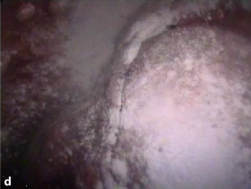
Плевродез

Плевродез — хирургическая процедура, которая включает в себя вставку грудной трубки, а затем либо механическое удаление плевры, либо введение химикатов для образования рубца. Это включает в себя адгезию двух плевр.

## Применение
Плевродез выполняется для предотвращения рецидива пневмоторакса или рецидивирующего плеврального выпота. Процедуру можно осуществить химическим или хирургическим способом. Обычно плевродез стараются не проводить у пациентов с муковисцидозом, если это возможно, поскольку после этой процедуры пересадка легких становится более сложной. Предыдущий пневмоторакс с плевродезом или без него не является противопоказанием для последующей трансплантации легкого.

### Химический
Химические вещества, такие как блеомицин, тетрациклин (например, миноциклин), повидон-йод или суспензия талька, могут вводиться в плевральное пространство через дренаж грудной клетки. Агрессивные химические вещества вызывают раздражение между париетальным и висцеральным слоями плевры, которое закрывает пространство между ними и предотвращает дальнейшее накопление жидкости. Приготовленные в аптеке химикаты для плевродеза должны иметь четкую маркировку «НЕ ДЛЯ IV НАЗНАЧЕНИЯ», чтобы избежать потенциально фатальных ошибок при применении препаратов в не предназначенных условиях.
Повидон-йод эффективен и безопасен так же как и тальк, и может быть предпочтителен из-за его доступности и низкой стоимости.
Химический плевродез является болезненной процедурой, и поэтому пациентам часто назначают седативные и анальгетики. Местный анестетик может быть внедрен в плевральное пространство, или эпидуральный катетер может быть помещен для анестезии.

### Хирургический
Хирургический плевродез может быть выполнен с помощью торакотомии или торакоскопии. Это включает в себя механическое раздражение теменной плевры, часто с грубой подушечкой. Кроме того, хирургическое удаление париетальной плевры является эффективным способом достижения стабильного плевродеза.
Как альтернатива, в амбулаторных условия могут быть установлены туннельные плевральные катетеры (TПК), которые часто приводят к автоплевродезу, а переносные вакуумные баллоны используются для откачивания плевральной жидкости. Рутинная эвакуация удерживает плевру вместе, что приводит к физическому возбуждению катетером, что медленно приводит к образованию рубца плевры. Этот метод, хотя и является минимально инвазивным и требует минимальных затрат, требует в среднем около 30 дней для достижения плевродеза и, следовательно, является самым медленным средством достижения плевродеза среди других методов.
Стерильный порошок талька, вводимый внутриплеврально через грудную трубку, показан в качестве склерозирующего агента для уменьшения рецидива злокачественного плеврального выпота у пациентов с симптомами. Это обычно выполняется во время диагностической торакоскопии.